# Copa América de Ciclismo de 2013
A Copa América de Ciclismo de 2013 foi a décima terceira edição da Copa América de Ciclismo, realizada no dia 6 de janeiro de 2013 no Rio de Janeiro. A prova abriu o calendário nacional de ciclismo de 2013, e foi um evento de categoria 2.2 no circuito UCI America Tour. No masculino, o argentino Francisco Chamorro defendeu seu título de 2012 e tornou-se tricampeão da prova (ele também havia sido o vencedor em 2009). Já no feminino, Luciene Ferreira foi a vencedora, tornando-se bicampeã do evento (tendo vencido pela primeira vez em 2010).
A prova foi realizada no Aterro do Flamengo, no Rio de Janeiro, em um circuito de 12,28 km, em torno do qual a competição masculina percorreu 9 voltas, e a feminina, 3 voltas. As largadas e chegadas foram em frente ao Monumento aos Pracinhas. A largada da prova feminina ocorreu às 7h30 da manhã, enquanto a elite masculina largou logo após o final da prova feminina.
Um total de R$ 24.700 foi distribuído em premiações, divididos entre os 20 primeiros colocados da prova masculina e os 3 primeiros colocados nas metas volantes dessa, que ocorreram 4 vezes durante a prova (na 2ª, 3ª, 5ª e 7ª passagem pela linha de chegada) e entre as 10 primeiras colocadas na categoria feminina e as 2 primeiras colocadas entre as metas volantes desta, que ocorreram 2 vezes durante a prova (na 1ª e 2ª passagem pela linha de chegada).

## Equipes
A competição reuniu 17 equipes, sendo 12 nacionais e 5 estrangeiras representando outras quatro nações. As equipes nacionais foram decididas a partir da classificação da Volta Ciclística de São Paulo de 2012, das quais as 12 melhores equipes foram convidadas. Cada equipe podia inscrever até 8 ciclistas, com um limite de um atleta estrangeiro para as equipes nacionais.
| - Equipes Nacionais Clube DataRo de Ciclismo - Foz do Iguaçu Funvic - Brasilinvest - Pindamonhangaba FW Engenharia - Três Rios - Amazonas Bike GRCE Memorial - Prefeitura de Santos Ironage - Colner - Sorocaba São Caetano do Sul - Vzan - DKS Bike - Maxxis São Francisco Saúde - Powerade - SME Ribeirão Preto São José dos Campos São Lucas Saúde - Giant - Americana Velo - Seme Rio Claro Suzano - DSW Automotive Seleção do Rio | - Equipes Internacionais San Luis Somos Todos Start-Trigon Cycling Team Seleção do Chile Seleção do Paraguai Seleção do Uruguai |

## Resultados

### Masculino
124 ciclistas de 6 países largaram para as 9 voltas no circuito de 12.280 metros no Rio de Janeiro. Como normalmente ocorre na prova, vários ataques marcaram o início da competição, mas todos foram neutralizados rapidamente. Desde o início, a média horária foi alta, com a primeira volta sendo percorrida em 15 minutos e 35 segundos (47,2 km/h). Na primeira passagem pela linha de chegada, ocorreu uma queda envolvendo vários ciclistas do pelotão, que causou o abandono de alguns deles.
Por volta da metade da prova, Breno Sidoti, vencedor da prova em 2011, e Carlos Manarelli, ambos da Funvic-Pindamonhangaba, protagonizaram uma fuga que chegou a abrir mais de 30 segundos de vantagem ao pelotão principal, e que ainda se mantinha entrando na última volta. Mas a 5 quilômetros da chegada, Sidoti ficou para trás, e a 3 quilômetros do fim, foi a vez de Manarelli ser reintegrado ao pelotão principal. A disputa voltou a ficar em aberto, mas com o pelotão compacto, a chance da chegada ficar para os velocistas era grande.
Entrando no último quilômetro, a equipe de Pindamonhangaba tomou a frente com Flávio Cardoso, trazendo seus velocistas Francisco Chamorro, Nilceu dos Santos e Roberto Pinheiro. Mas na última curva, de 180º, a 400 metros da chegada, a organização do trem de embalada da equipe do Vale da Paraíba se perdeu, e Kléber Ramos saiu da curva liderando o pelotão em um longo sprint, com Rodrigo Araújo de Melo e Roberto Pinheiro em sua roda. Ramos continuou na liderança conforme o grupo se aproximava da chegada, mas perdeu força nos últimos metros, e o argentino Francisco Chamorro veio de trás e o ultrapassou nos últimos 100 metros, levando a vitória e tornando-se tricampeão da Copa América de Ciclismo. O tetracampeão da prova Nilceu dos Santos seguiu a aceleração de Chamorro e terminou com a 2ª colocação, uma roda a frente de Kléber Ramos. Roberto Pinheiro e Juan Telmo Fernandes completaram o pódio, respectivamente. 87 ciclistas completaram a prova.
|    | Ciclista                | Equipe                               | Tempo      |
| -- | ----------------------- | ------------------------------------ | ---------- |
| 1  | Francisco Chamorro      | Funvic - Pindamonhangaba             | 2h 27' 45" |
| 2  | Nilceu dos Santos       | Funvic - Pindamonhangaba             | m.t.       |
| 3  | Kléber Ramos            | Clube DataRo de Ciclismo             | m.t.       |
| 4  | Roberto Pinheiro        | Funvic - Pindamonhangaba             | m.t.       |
| 5  | Juan Telmo Fernandes    | Ironage - Colner - Sorocaba          | m.t.       |
| 6  | Rodrigo Araújo de Melo  | Clube DataRo de Ciclismo             | m.t.       |
| 7  | Michel Fernández García | São Francisco Saúde - Ribeirão Preto | m.t.       |
| 8  | Ignacio Maldonado       | Seleção do Uruguai                   | m.t.       |
| 9  | Geovane Andriato        | GRCE Memorial - Prefeitura de Santos | m.t.       |
| 10 | Joaquin Coñuen          | Seleção do Chile                     | m.t.       |

### Feminino
A prova feminina percorreu 3 voltas no circuito. Uma fuga de 6 ciclistas escapou do pelotão, abrindo mais de 1 minuto e 40 segundos de vantagem às demais competidoras. A fuga era composta por Luciene Ferreira, Valquíria Pardial e Camila Coelho, as três da equipe Funvic - Pindamonhangaba, Cristiane Pereira, da equipe de São José dos Campos, Ana Paula Polegatch, da São Caetano do Sul - VZAN, e Clemilda Fernandes, representante brasileira nas Olímpiadas de Londres, que correu sem equipe. A fuga rendeu até o final, onde uma disputada chegada no sprint decidiu a vencedora: Clemilda Fernandes levantou os braços e comemorou após a chegada, mas o foto-finish mostrou que quem chegou em primeiro foi Luciene Ferreira, campeã brasileira de 2012, somente 4 centésimos à frente da melhor brasileira do ranking mundial. A campeã da prova em 2012, Valquíria Pardial, chegou em 3º. Com a vitória, Luciene tornou-se bicampeã da Copa América de Ciclismo, tendo vencido também a edição de 2010.
|   | Ciclista            | Equipe                    | Tempo      |
| - | ------------------- | ------------------------- | ---------- |
| 1 | Luciene Ferreira    | Funvic - Pindamonhangaba  | 1h 00' 15" |
| 2 | Clemilda Fernandes  | Avulso                    | m.t.       |
| 3 | Valquíria Pardial   | Funvic - Pindamonhangaba  | m.t.       |
| 4 | Cristiane Pereira   | São José dos Campos       | m.t.       |
| 5 | Ana Paula Polegatch | São Caetano do Sul - VZAN | m.t.       |

## Ligações Externas
- «Sítio oficial»
- Resultado Masculino Elite
- Resultado Feminino Elite